# Siedlung am Dolgenhorst
Die Siedlung am Dolgenhorst ist ein Wohnplatz im Ortsteil Gräbendorf der Gemeinde Heidesee im Landkreis Dahme-Spreewald in Brandenburg.

## Geografische Lage
Der Wohnplatz liegt im westlichen Teil der Gemarkung und dort nordöstlich von Gräbendorf. Nord-nordöstlich befinden sich der Ortsteil Gussow, westlich der Wohnplatz Siedlung Uhlenhorst, südlich der Wohnplatz Forsthaus Frauensee. Östlich liegt der Dolgensee. Die Wohnbebauung konzentriert sich um die Straße Am Dolgenhorst, die von der westlich verlaufenden Kreisstraße 6152 nach Osten abzweigt. Nördlich und südlich grenzt die Gussower Heide an. Die südlichen Flächen werden durch das Lange Luch in den Dolgensee entwässert.